# Taxile Delord
Pour les articles homonymes, voir Delord.
Taxile Delord est un journaliste et homme politique français né le 25 novembre 1815 à Avignon (Vaucluse) et décédé le 14 mai 1877 à Paris.

## Biographie
Taxile (version francisée du prénom Tassilo) Delord, né à Avignon, d'une famille protestante, suit ses études au lycée Thiers de Marseille. En 1834, il collabore au journal Le Sémaphore. En 1837, il « monte » à Paris, et devient rédacteur au Vert-Vert, au Messager, puis le rédacteur en chef du Charivari. Il écrit également des articles littéraires pour d'autres journaux.
En 1869, il commence la publication de son Histoire du second Empire (1848-1869), mais ce n'est qu'après son mandat à l'Assemblée nationale qu'il en publiera les volumes suivants, ainsi qu'une pièce de théâtre. Il est également l'auteur des textes accompagnant Un autre monde et Les Fleurs animées de Grandville. Il a également participé au recueil Les Français peints par eux-mêmes, avec l'article « L'homme sans nom ».
Il est député de Vaucluse de février 1871 à mars 1876.